# Женская издательская артель
Женская издательская артель (также Артель переводчиц, Общество переводчиц, Издательство Трубниковой и Стасовой) — женское издательство, действовавшее в Российской империи с 1863 по 1879 г. Издательство специализировалось прежде всего на переводной научной и детской литературе. Переводами занимались только женщины, и почти всегда — анонимно. Книги переводили с английского, французского и немецкого языков.
Распорядительницами Артели были Надежда Стасова и Мария Трубникова: Трубникова отвечала за отношения с переводчицами и редактуру, Стасова — за работу с типографиями, переплётными мастерскими, бумажными складами и книжными магазинами. Помощницей Трубниковой была Анна Энгельгардт. Участницы Артели делили расходы и дивиденды и принимали решения коллегиально.
В условиях крайне ограниченного для женщин доступа к интеллектуальным профессиям (возможности получить высшее образование у женщин ещё не было) Артель стремилась продемонстрировать способность женщин на литературный труд наравне с мужчинами. Сохраняя личную анонимность, участницы Артели публично заявляли о своей гендерной идентичности через стоявшие на титульных листах названия «издание переводчиц» или «женская издательская артель», и это способствовало нормализации женской литературной работы в российском обществе.
Другой целью объединения было постепенное влияние на общество через «здоровое чтение»: артельщицы видели острую нехватку образовательных книг для детей и запрос читателей на переводную литературу.
За время своего существования Артель выпустила 16 книг, из них 14 — переводных. Среди них — «Сказки» Андерсена, «Маленькие женщины» Олкотт, «Мидльмарч» Джордж Элиот, «Руководство для сестёр милосердия» Флоренс Лис — первый изданный в России справочник по сестринскому делу — и др. В 1865 г. книги Артели были внесены правительством в официальный список литературы, рекомендуемой школьным учителям. 
В конце 1870-х годов общество столкнулось с финансовыми проблемами — из-за вынужденных продолжительных отъездов Стасовой и Трубниковой за границу и закрытия «идейных» книжных магазинов, бывших основными кредиторами организации, у Артели больше не было возможности издавать книги. Артель была закрыта в 1879 г., просуществовав 16 лет.

## Проблема женской занятости и попытки её решения
«Великие реформы» Александра II и последовавшие экономические изменения усилили социальную мобильность в обществе России 1860-х и привели в города большое количество разночинной молодёжи, искавшей работу. Среди этой молодежи было много женщин: так, между 1860 и 1865 гг. женское население Санкт-Петербурга увеличилось на 45 000 человек, тогда как число мужчин осталось почти прежним. В то же время постепенное разорение дворянства ставило многих молодых дворянок перед необходимостью самостоятельно зарабатывать на жизнь. Всем этим женщинам было труднее найти работу, чем мужчинам: количество доступных для женщин профессий было крайне ограничено. Практически единственной «интеллигентной» профессией, доступной женщине, было преподавание.

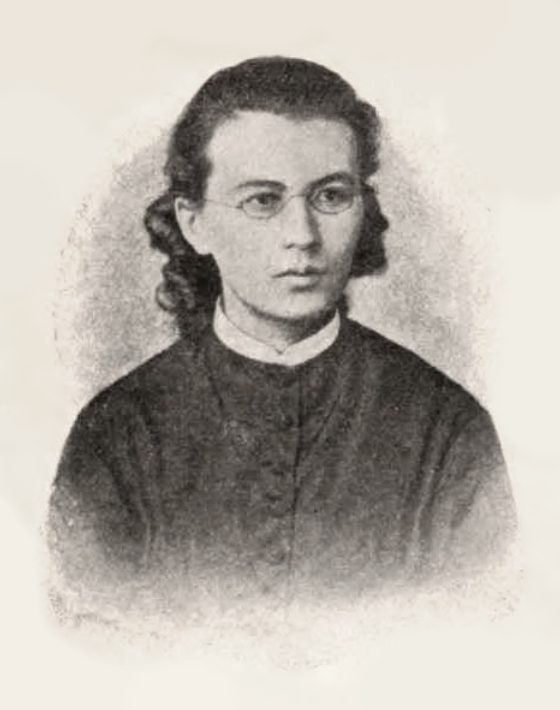
Анна Энгельгардт

Освобождение крестьян в 1861 г. породило в обществе идею о возможности обретения и других свобод. В рамках формировавшегося в России освободительного движения возникло женское движение, говорившее о праве женщины на труд, образование, самостоятельность и материальную независимость. Женщины начали появляться в университетах; появились женщины-издательницы, переводчицы, учительницы в сельских школах. В 1862 г. дворянка Анна Энгельгардт вызвала скандал, устроившись на работу в книжном магазине Серно-Соловьевича: «Встать женщине за прилавок было тогда так же необыкновенно, как лицеисту, служащему в Государственном совете, сделаться купцом… Но тогда и стояние за прилавком было идейным делом, было практической пропагандой нового поведения, демократическим отрешением от сословности и предрассудков, прав рождения». Среди образованных женщин была «сильная потребность деятельной умственной работы».
До образования Женской издательской артели две организации обращались к проблеме женской занятости: Общество дешёвых квартир и Общество женского труда.
Общество дешёвых квартир было создано в 1859 г. меценатками Марией Трубниковой, Надеждой Стасовой и Анной Философовой (впоследствии важными деятельницами женского движения), чтобы предоставить нуждающимся — в основном одиноким женщинам с детьми — недорогое жильё. Являясь благотворительной организацией, Общество тем не менее отличалось от традиционных организаций такого типа. Помимо собственно жилья, организация предлагала женщинам работу в швейной мастерской, а также медицинскую помощь, детский сад и бесплатное обучение для детей и взрослых. Благотворительницы стремились не просто финансово помочь своим подопечным, но и помочь им обрести самостоятельность и выстроить с ними равноправные, партнёрские отношения.
Несмотря на успех Общества (оно просуществовало до 1917 г.), активистки считали, что реализовать последнюю цель им не удалось: они не смогли выйти за рамки отношений благотворительниц и опекаемых и найти общий язык с работницами. Поэтому впоследствии они стремились направлять свои усилия на образованных женщин, разделявших их идеи, в надежде «создать такое общество, которое, давая заработок, делало всех участвующих равноправными».
Организацией — прямым предшественником Женской издательской артели было Общество женского труда. Этот проект был задуман в 1861 г. писательницей Анной Энгельгардт и одним из основоположников русского социализма Петром Лавровым. Общество женского труда было призвано радикально решить проблему женской занятости.

Энгельгардт и Лавров разработали основные принципы и написали проект устава общества. Целью организации было названо улучшение социального положения и устройство «на более прочных основаниях» экономического быта женщин в России. В проекте устава Энгельгард и Лавров обосновывали социальную значимость проблемы женской занятости:

1. Одно из самых трудных положений в нашем обществе — положение женщины.
2. Большая часть занятий для неё закрыта, не по неспособности к ним, а по непривычке видеть женщину на месте мужчины.
3. Отсюда вытекают последствия, весьма вредно отзывающиеся на общественном благоустройстве.
4. Трудность женщин обеспечить себя собственными силам унижает её в глазах мужчины при недостаточной образованности последнего. Он смотрит на женщину в семье как на существо вполне зависимое от него, существо низшее и т. д. Все эти неудобства — нравственные и экономические — побуждают учредить общество, которое имело бы в виду устроить женский труд на более прочных основаниях.

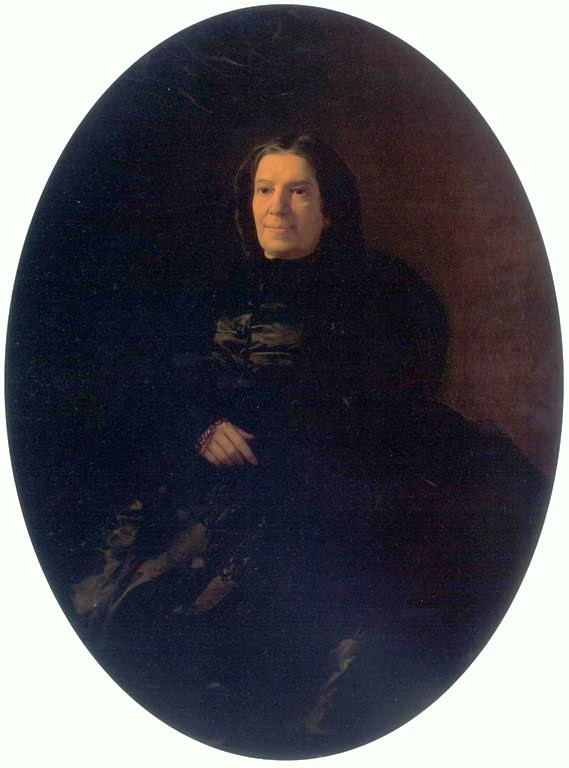
Вера Ростовцева

Общество женского труда должно было стать своеобразным агентством по трудоустройству женщин и добиваться открытия для них новых отраслей — как в интеллектуальном труде, так и в ремёслах и службе. Планировалось, что Общество будет отстаивать женские трудовые права перед властями и договариваться о рабочих местах с предприятиями, а также организовывать профессиональное обучение женщин и оказывать поддержку безработным. Деятельность Общества должна была доказать способность женщин выполнять ту же работу, что и мужчины.

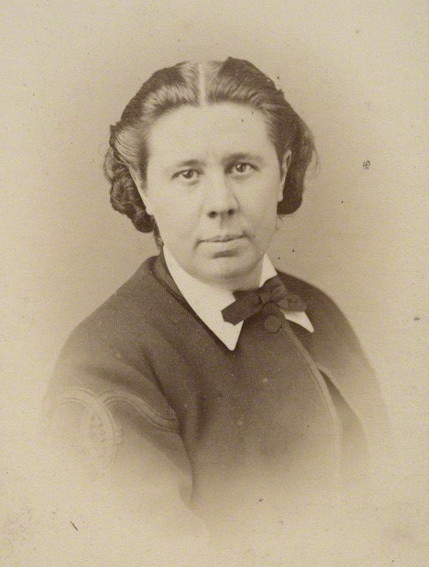
Эмили Фейтфул

Организаторы общества имели самые широкие планы: они хотели получить право на организацию швейных и переплётных мастерских, а также издательств, специализирующихся на переводе и издании детской и научной литературы. Исследовательница Мария Братищева отмечает сходство проекта женского издательства Энгельгардт и Лаврова с британским издательством «Виктория Пресс», созданным в 1860 г. Эмили Фейтфулл. В «Виктория Пресс» женщины работали не только в качестве наборщиц, но и в качестве управляющих. Издательство отличалось прогрессивными условиями труда и организовывало профессиональное обучение работниц. Об издательстве Фейтфул часто писали в газетах, и Энгельгарт и Лавров могли вдохновляться её примером.
Создатели Общества женского труда столкнулись с проблемой: из-за своей политической деятельности Энгельгардт и Лавров считались неблагонадёжными и не могли стать официальными организаторами сообщества. Поэтому формальную регистрацию взяли на себя Трубникова, Стасова и Философова. В 1862 г. разрешение от правительства на создание общества было получено. В качестве председательницы была заявлена графиня Вера Ростовцева, а администрация общества должна была состоять из людей высшего общества, близких к ней и к Анне Философовой, таких, как великая княгиня Елена Павловна и морской министр Иван Шестаков.
Члены общества, принадлежавшие к радикальному движению и объединившиеся вокруг Екатерины Цениной, отказались признавать аристократку Ростовцеву в качестве председательницы. Они требовали, чтобы хотя бы половину правления общества составляли собственно работающие женщины. Их оппонентки возражали, что работницы не смогут сами защищать свои интересы. Развернувшийся между «аристократками» и «радикалками» конфликт разрешить не удалось, и общество распалось, не успев начать свою деятельность.

## Создание Женской издательской артели

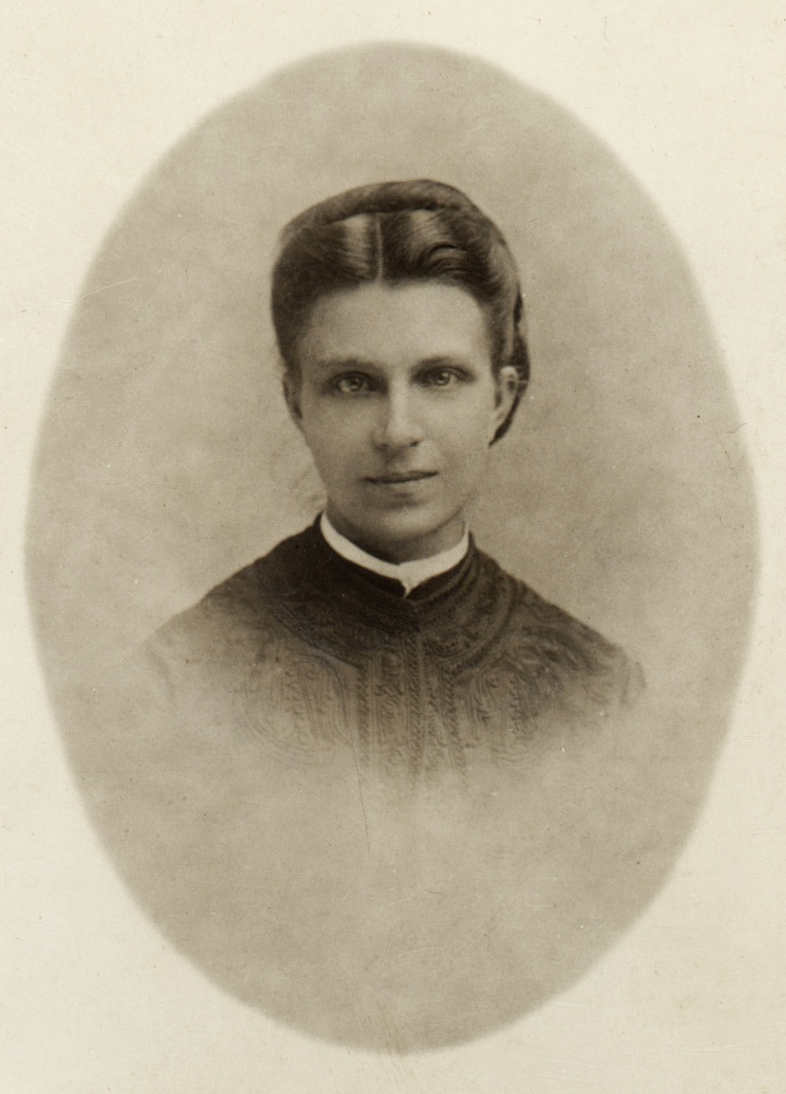
Поликсена Стасова

После провала проекта Общества женского труда активистки решили подойти к проблеме с другой стороны: создать общество с менее масштабными, но более практическими целями, ориентированное прежде всего на то, чтобы предоставить участницам возможность заработка. Авторами идеи, по разным версиям, были переводчица Надежда Белозерская, Анна Энгельгарт или Мария Трубникова.

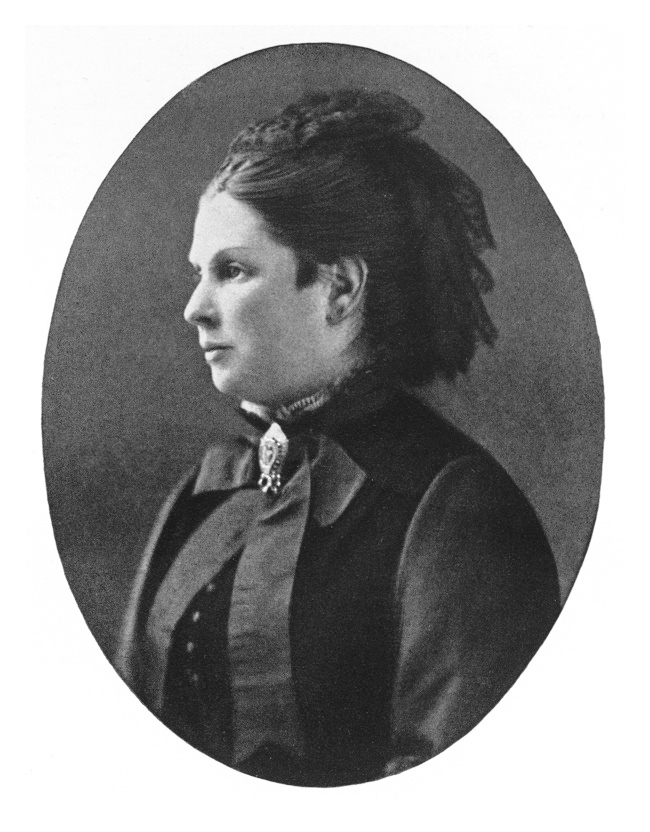
Анна Философова

Учредительницы остановили свой выбор на сфере литературного перевода, так как образованные женщины того времени, как правило, хорошо владели иностранными языками. В то же время в обществе рос спрос на переводную литературу: количество читателей быстро росло за счёт демократических слоёв населения, недостаточно хорошо знавших иностранные языки и потому нуждавшихся в переводах. Опыт организации воскресных школ в 1860-62 гг. показал активисткам острую нехватку образовательных книг для детей. Надежда и Поликсена Стасовы, преподававшие в воскресных школах, ещё тогда переводили с английского рассказы, чтобы читать их с ученицами.

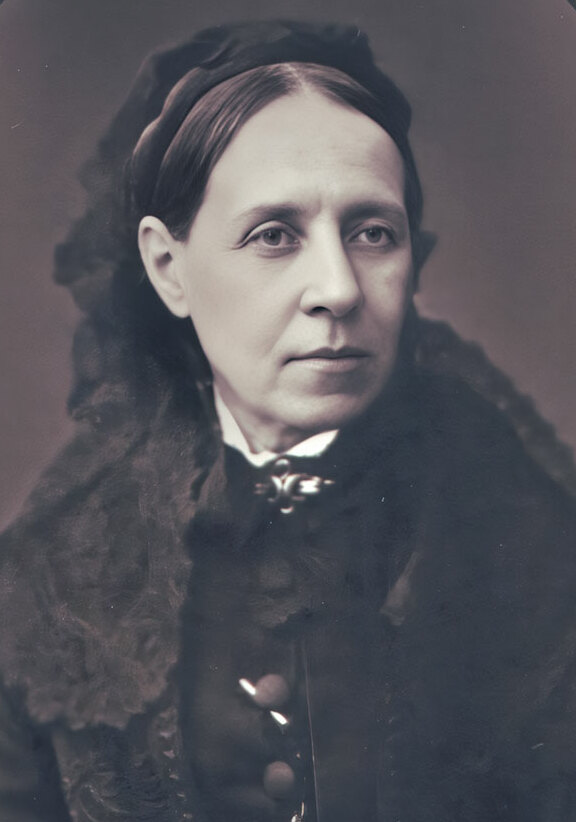
Надежда Стасова

Так в октябре 1863 г. была основана Женская издательская артель, или Артель переводчиц. Целью нового объединения было улучшение и поддержание материального положения женщин через доступ к престижному интеллектуальному труду, а также влияние на общество через «здоровое чтение».
Устав Артели гласил:
- Артель должна была ограничиться числом в 100 женщин;
- Члены Артели совместно избирали двух распорядительниц, секретаря и кассира (бухгалтера);
- Основной деятельностью Артели должно было стать издание научной и детской литературы, как переводной, так и оригинальной;
- При создании Артели каждая участница должна была внести членский взнос;
- Взнос мог вноситься не только деньгами, но и рабочей силой — переводами или оригинальными статьями[5][2].

Организационная форма артели (то есть кооператива) была популярна среди активистов 1860-х годов. Она предполагала справедливую заработную плату для работников и коллективное управление. Изначально артели распространились среди крестьян и сезонных рабочих и применялась для взаимовыгодных коллективных проектов, таких как водяные мельницы или совместные сельскохозяйственные работы. В артелях видели способ организации безэксплуатационного труда. Владимир Стасов вспоминал: «Все вообще начинания русских людей тогдашнего времени стремились к этой форме. Она всем казалась самой справедливой, самой настоящей, самой естественной и простой… „Товарищество“ и „равноправие“ были на устах у каждого».

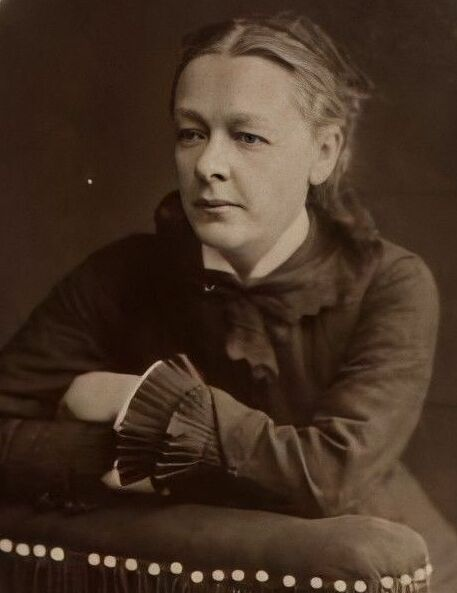
Мария Трубникова

Другой причиной популярности артелей было относительно простое правовое регулирование со стороны государства. Однако терпимость властей не распространялась на сферу печати, с чем пришлось столкнуться Женской издательской артели. Процесс официального утверждения общества растянулся на три года. После 1862 года политическая атмосфера в стране изменилась — режим ужесточился, и общественные инициативы стали вызывать большее подозрение. Даже попытки Анны Философовой использовать связи в высшем обществе не привели к успеху. Трёхлетнее ожидание завершилось в 1867 г. отказом министра внутренних дел Александра Тимашева на том основании, что общество создано только для женщин и «на слишком широких основаниях».
Артель начала свою деятельность, не дожидаясь официального утверждения, и к этому моменту успела опубликовать уже четыре книги под названием «Издание переводчиц». После получения отказа министерства общество зарегистрировали как частное предприятие, что было проще осуществить по российскому законодательству. Организация получила новое название — Издательство Стасовой и Трубниковой: Стасова и Трубникова брали на себя ответственность за деятельность издательства, чтобы защитить работниц от возможных юридических проблем.

## Устройство и организация работы Артели
Несмотря изменение официального статуса, издательство продолжило функционировать как артель: участницы делили расходы и дивиденды, а решения принимались коллегиально. Были созданы Совет выбора книги (Энгельгардт, Белозерская и Менжинская) и Комитет ценителей (Трубникова, Энгельгардт, Белозерская и Стасова) . Последний был призван оценивать качество перевода; из двух равных по качеству переводов для публикации выбирали работу менее обеспеченной переводчицы.
Членский взнос составлял 15 рублей в год и мог быть внесён как деньгами, так и переводами и оригинальными статьями. Позднее взнос был понижен до пяти рублей для малоимущих участниц и взимался в рассрочку. Отдельных членов освобождали от оплаты взноса совсем. Кроме того, в Артели существовал фонд в 3000 руб. для оплаты закупок бумаги и печати, средства для которого, вероятно, предоставляли в кредит книжные магазины, с которыми сотрудничала Артель.
Распорядительницами артели стали Надежда Стасова и Мария Трубникова, кассиром (бухгалтером) — сестра Трубниковой Вера Черкесова (урожд. Ивашева). Трубникова отвечала за взаимоотношения с переводчицами и редактуру. «Двери её квартиры не закрывались, принимая постоянно новых и новых членов. Эту записать, той дать работу, принять готовый труд, выплатить гонорар, — целый день кипела у Марии Васильевны работа…». Свои гонорары Трубникова перечисляла в общий фонд Артели. Помощницей Трубниковой стала Анна Энгельгардт, у которой уже был работы в книжном магазине Серно-Соловьевича.

Надежда Стасова организовывала работу с типографиями, переплётными мастерскими и бумажными складами и сбыт книг. Она ездила по всему городу, выбирая образцы бумаги, шрифты, материалы для обложек и переплётов. Поликсена Стасова описала обстановку перед выпуском первой книги общества: 
Между Моховой, где жила Надежда Васильевна [Стасова], и Конногвардейским бульваром — квартирой Марии Васильевны [Трубниковой], то и дело скакали гонцы с записками. Одна писала: «…готов ли у вас, получен ли перевод весь, если нет, когда остальное?». Другая — в свою очередь: «…получены ли клише, в каком виде пришли, хороши ли первые пробы отпечатанные?» — вопросы с той и другой стороны лихорадочные, — надо, чтобы к известному сроку книга вышла, а то ведь будет фиаско, если не выпустят к празднику, когда всем дорог на ёлку хороший подарок читающему юношеству. Наконец, всё это готово, но ещё одна душевная тревога — книга у цензора, — что-то будет? Вдруг задержка: цензор нашел нужным послать одну картинку в духовную цензуру… Но вот и эти Сцилла и Харибда миновали — и Надежда Васильевна, сияющая, показывает всем участницам экземпляры первого труда женщин переводчиц.

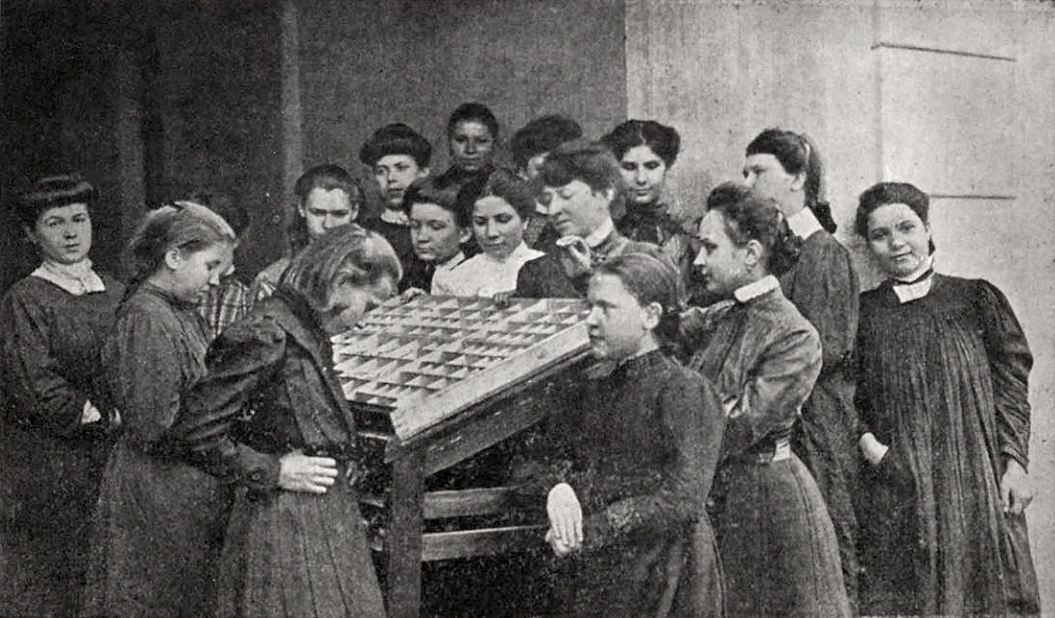
Наборщицы в типографии

Хотя Артель привлекала к работе мужчин, переводами занимались исключительно женщины. Постепенно женщин включили в каждый этап производства книг: редактирование, печать, иллюстрирование, переплетение и продажу. Артельщицы помогали женщинам устраиваться наборщицами в дружественные типографии. Стасова писала: «Цель наша, худо ли, хорошо ли, но чтобы по всем изданиям нашим — были, во-первых, всё только женщины, а во-вторых, чтобы делали всё сами, так переводчицы, редакторши, брошюровщицы, наборщицы и т. д., и это всё было нам доступно».
Своей типографии у Артели не было — книги печатали в типографиях Н. Л. Тиблена, О. И. Бакста, А. С. Голицына, М. А. Куколь-Яснопольского, Ф. С. Сущинского, А. И. Траншеля, А. М. Котомина, Товарищества «Общественная польза», Генерального штаба и др. Мария Трубникова надеялась со временем создать собственную женскую типографию и женскую книжную лавку. Артельщицы сознательно работали над созданием сети женских организаций: брошюровкой и переплетением книг издательства занимались женские переплётные артели Варвары Иностранцевой и Варвары Печаткиной (Глушановской).
Тираж изданий Артели колебался от 1200 до 2400 экземпляров. В отдельных случаях тиражи издательства были сопоставимы с тиражами самых популярных журналов того времени. Новые технологии удешевили производство книг, что позволило Артели продавать свои издания по доступным ценам (от 10 копеек до 2-3 рублей).
С 1864 года артельщицы продавали книги через близкий к народническим кругам книжный магазин Серно-Соловьевича (позднее перешедший к Александру Черкесову) на Невском проспекте, 24. Этот магазин стал главным складом изданий общества. Также Артель сотрудничала с книжными магазинами Е. П. Печаткина, В. В. Яковлева, Ф. Ф. Павленкова, А. Ф. Базунова, Я. А. Исакова и магазином Е. С. Баллиной в Харькове.

## Анонимность как общественный активизм
Хотя в изданиях Артели указывались имена мужчин-учёных, которых издательство привлекало в качестве научных консультантов (таких как Дмитрий Менделеев, Иван Сеченов и Андрей Бекетов), сами переводчицы оставались анонимными. Даже в случаях двойного перевода во введении указывали только имя переводчика-мужчины. Точные причины этого решения неизвестны, но женская анонимность в публичной сфере была типичной для эпохи. Большинство женщин — писательниц, переводчиц, журналисток и других работниц в области книгопечатания, как в России, так и на Западе, не подписывали свои работы и оставались невидимыми. Многие жёны писателей — такие, как Анна Достоевская — помогали своим мужьям в работе, но это считалось скорее семейными обязанностями, чем полноценной профессиональной деятельностью.
Участницы Артели понимали, что естественно влиться в ряды интеллигенции женщинам не удастся — этому препятствовали распространенные даже среди интеллигенции патриархальные стереотипы, а также отсутствие систематического образования у самих женщин. Анна Энгельгардт писала об общественном неприятии женщины-литератора: «Тысячеглавое чудовище… объявляет её безобразною кометою, чудовищным явлением, самовольно вырвавшимся из сферы своего пола, из круга своих обязанностей».
Новаторство подхода Артели состояло в том, что, сохраняя индивидуальную анонимность, её участницы в то же время публично идентифицировали себя как женщины — через печатавшиеся на титульных листах названия «Женская издательская артель» и «Издание переводчиц» — заявляя таким образом о праве женщин заниматься профессиональной деятельностью наравне с мужчинами. Это не оставалось незамеченным — так, о первой книге Артели, «Сказках» Андерсена, в журнале «Современник» писали: «Кроме вышеупомянутых литературных и художественных достоинств, издание… имеет для русской публики ещё особый специальный интерес. Вся работа по этому изданию есть дело товарищества переводчиц, и самая книжка, в том виде, в каком она явилась в свет, есть плод женского труда. Поэтому появление её имеет двойной интерес и заслуживает особого внимания». Исследовательница Мария Братищева считает, что индивидуальная анонимность позволила Артели выдвинуть на первый план женскую коллективную агентность. Не занимаясь открытым активизмом, не заявляя о гендерном равноправии и не вступая в открытую конфронтацию с традиционными устоями, подражая мужским институциям, Артель постепенно включала женщин в процесс производства и нормализовывала женскую литературную работу. Такой подход вызывал меньшее сопротивление со стороны консерваторов и стал типичным для последующих организаций женского движения в России.

## Участницы Артели
Учредительницами Женской издательской артели были 36 женщин: М. Г. Ермолова, В. Н. Ростовцева, А. П. Философова, Е. Г. Бекетова, О. Н. Бутакова, В. В. Ивашева, А. Г. Маркелова (Каррик), М. А. Менжинская (Шакеева), М. С. Ольхина, В. И. Печаткина (Глушановская), П. С. Стасова, В. П. Тарновская, А. Н. Энгельгардт, Н. А. Белозерская, Е. А. Штакеншнейдер. А. Н. Шульговская и др. Впоследствии число участниц постоянно колебалось. По данным Поликсены Стасовой, к 1865 г. в организации состояло 54 человека. По-видимому, это было максимальное число участниц: после 1865 г. последовавшие за покушением Каракозова репрессии побудили некоторых участниц покинуть общество.
Это были женщины разного социального положения и политических убеждений — от светских аристократок, таких как Мария Ермолова, которую пригласили на должность инспектриссы Женских врачебных курсов, чтобы придать им более респектабельный вид, и до революционерок, как Мария Бетева-Тургенева, соратница Софьи Перовской, впоследствии бежавшая из страны из-за обвинений в подготовке крестьянского восстания. Для большинства участниц Артель была единственной возможностью найти работу, но заработок не был их единственной мотивацией (обеспеченные участницы в заработке вообще не нуждались). Их всех объединяла гендерная солидарность и стремление доказать способность женщины к институционализированному интеллектуальному труду.
Список известных участниц Артели:
- Бабкина Мария
- Бекетова Елизавета Григорьевна
- Белозерская Надежда Александровна
- Бутакова Ольга Николаевна
- Викторова Марья Александровна (урожд. княжна Макулова)
- Вистелиус Елена Ивановна
- Воронина Елена Николаевна
- Дзичковская (имя неизвестно)
- Европеус Александра Константиновна (урожд. Павлова)
- Ермолова Мария Григорьевна
- Иванова А. И.
- Иванова Ольга Ивановна (урожд. Анненкова)
- Каррик Александра Григорьевна (урожд. Маркелова)
- Кларк Ольга Ивановна (урожд. Попова)
- Кобеко Ольга Александровна (урожд. Шакеева)
- Кудинович (имя неизвестно)
- Ливотова (имя неизвестно)
- Малышева Марья Ивановна
- Маркелова М. Е.
- Менжинская Марья Александровна (урожд. Шакеева)
- Мунт (имя неизвестно; возможно, Валуева-Мунт[26])
- Ольхина М. С.
- Печаткина Вера Ивановна (урожд. Глушановская)
- Пушкарёва Ольга
- Ростовцева Вера Николаевна (графиня)
- Стасова Надежда Васильевна
- Стасова Поликсена Степановна
- Стасюлевич Любовь Исааковна (урожд. Утина)
- Тарновская Варвара Павловна
- Тиблен Евгения Карловна (урожд. Задлер)
- Трубникова Мария Васильевна
- Тургенева Мария Аполлосовна (урожд. Бетева)
- Тургенева М. В.
- Философова Анна Павловна
- Ценина Екатерина Ивановна (урожд. Ильина, во втором браке Жуковская)
- Черкесова Вера Васильевна (урожд. Ивашева)
- Шакеева Вера Ф.
- Штакеншнейдер Елена Андреевна
- Шульговская Александра Николаевна
- Шульц (имя неизвестно)
- Энгельгардт Анна Николаевна.[27][3][28][29]

## Книги Артели

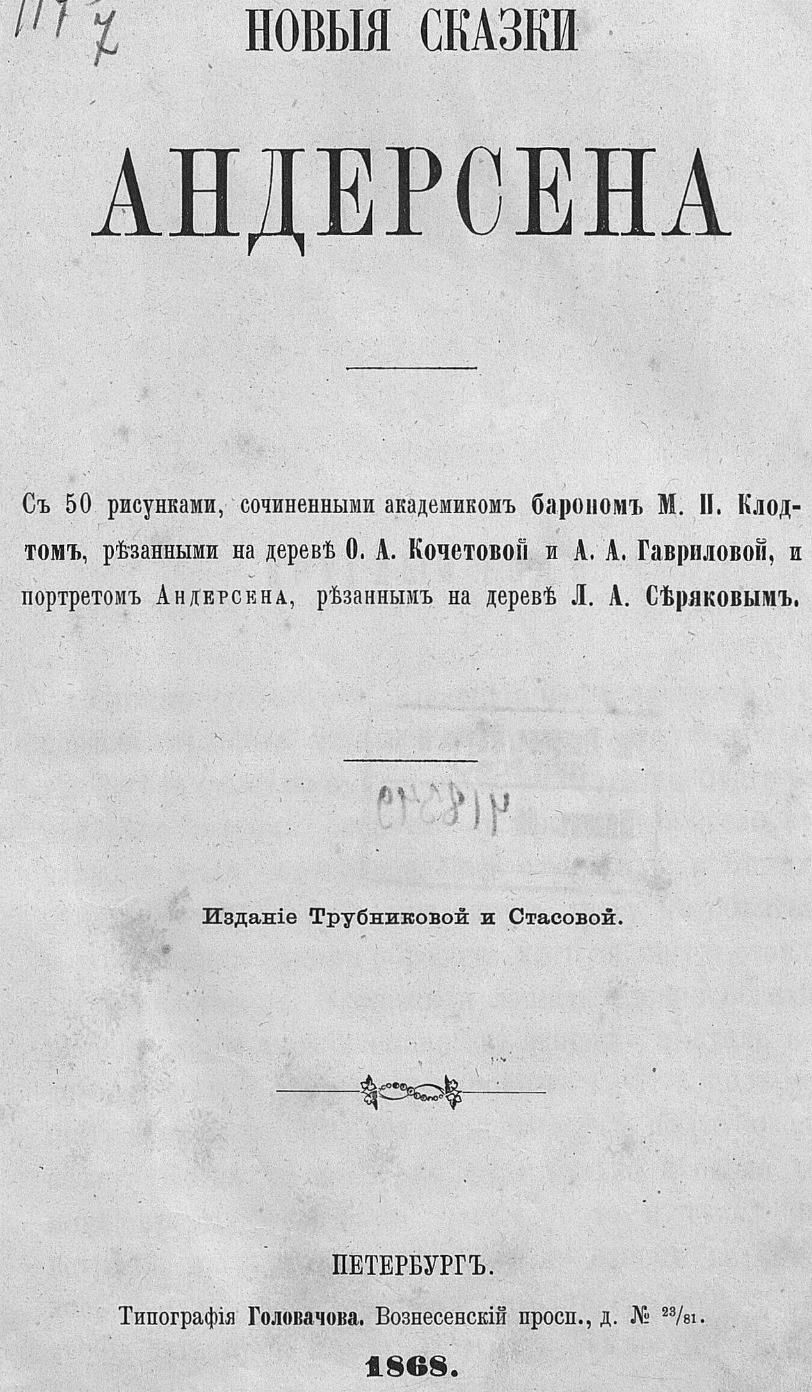

Артель специализировалась прежде всего на детской и научной литературе, но выпускала также беллетристику и книги, освещавшие специфические проблемы женщин. Книги переводили с английского, французского и немецкого языков.

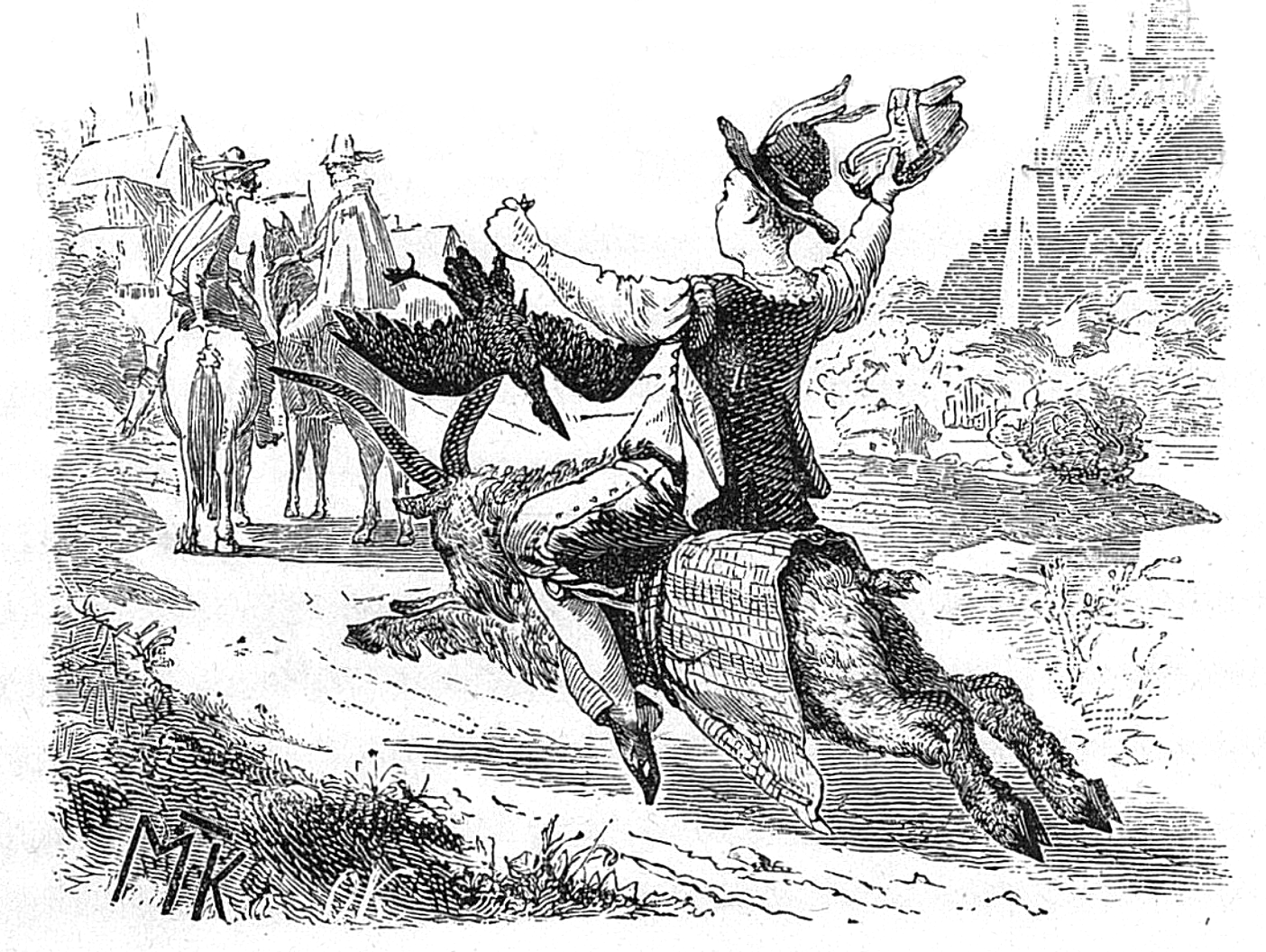
Иллюстрация к сказке Андерсена «Тёльпель-Ганс (Иванушка-дурачок)»

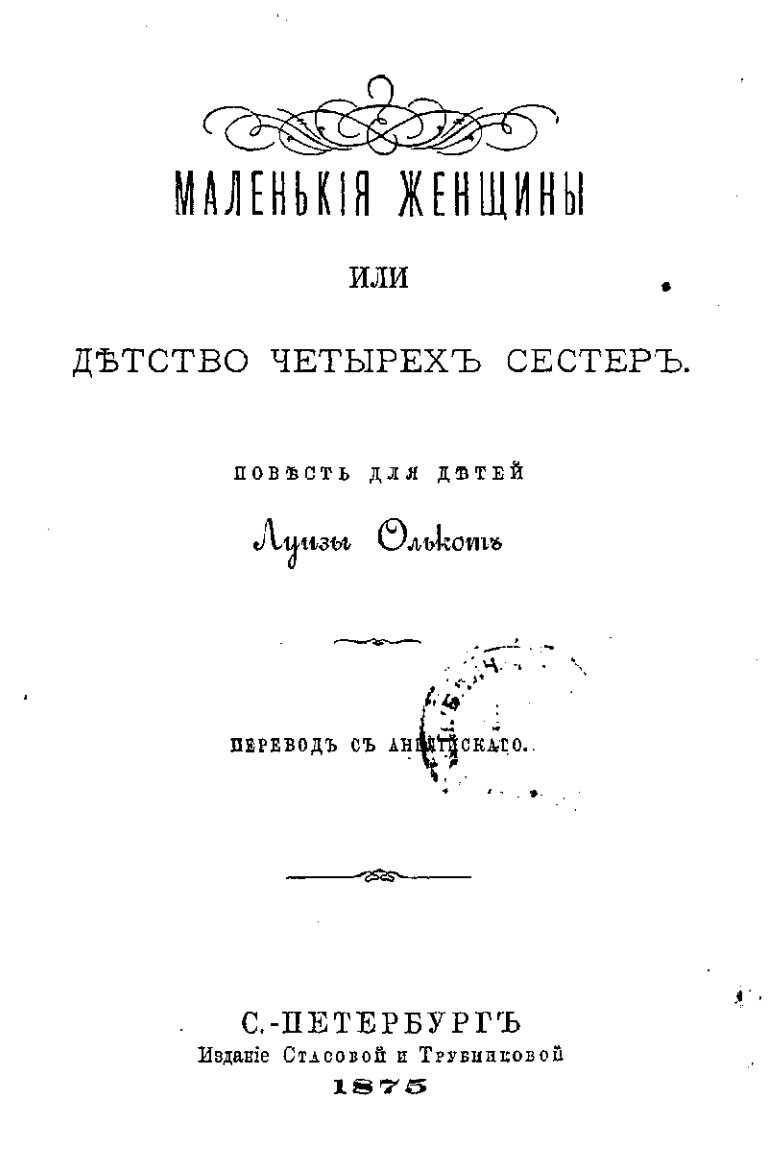

Первым изданием Артели стали «Сказки» Х. К. Андерсена. До этого произведения Андерсена были мало известны в России. «Сказки» были выбраны по рекомендации писателя Василия Слепцова, который познакомился с произведениями Андерсена, по-видимому, в немецком переводе. Книга была напечана под брендом «Издание переводчиц». Варвара Печаткина, владелица переплётной артели и жена бумажного фабриканта, пожертвовала бумагу для издания. По требованию цензуры из издания пришлось исключить две сказки — «Небесный сад» и «Ангел» — и отредактировать все иллюстрации с изображениями ангелов, королев и королей, удалив их короны и крылья. Несмотря на это, книга завоевала большую популярность у читателей и получила одобрительные отзывы критиков. Успех книги позволил Артели выпустить в 1866 году второе издание «Сказок».
Впоследствии Артель вернулась к творчеству Андерсена, выпустив — уже под брендом Издательства Трубниковой и Стасовой — его «Новые сказки». Экземпляры обеих книг были посланы самому Андерсену, который написал в ответ Стасовой: «Я знал, что русский перевод существует, и теперь мне очень приятно иметь его, хоть я и не знаю языка и не могу высказаться о точности воспроизведения, но я убеждён, что оно сделано с любовью, и поэтому я благодарю вас, милостивая государыня, и всех тех, кто содействовал его созданию своим участием и своим талантом».
Отбирая научно-популярную литературу, участницы Артели стремились находить произведения, отражавшие последние научные открытия в области истории, географии или физики. Книги должны были быть написаны понятным для детей языком, сочетать познавательность с увлекательностью повествования и тем самым облегчать процесс обучения для матерей. Так, «Из природы» Вагнера стала, по словам Поликсены Стасовой, «любимой, почти настольной книгой учащегося юношества». В 1865 г. три книги Артели — «Сказки» Андерсена, «Рассказы о временах Меровингов» Тьерри и «Из природы» Вагнера были по ходатайству Надежды Стасовой внесены правительством в официальный список литературы, рекомендуемой школьным учителям, как «весьма полезные сочинения». Иллюстрированная физическая энциклопедия для детей «Почему и потому» Отто Улле также была официально признана полезной для образовательных учреждений.
Издание рассказов фольклориста, революционера, члена ишутинского кружка Ивана Худякова привлекло к Артели внимание политической полиции. Работы Худякова были посвящены общественному устройству древних времён. В одном из выпусков он писал о демократических полисах Древней Греции, рассуждал о государстве всеобщего благосостояния и природе власти. «В наше время, — писал Худяков, — народы достигли или по крайней мере стремятся достигнуть совершенного уничтожения рабства, полной свободы мысли и слова, полного равенства всех полов и сословий, и мечтают о братском союзе народов». Третье отделение и прежде относило Стасову, Трубникову и Черкесову к числу неблагонадёжных, но после публикации работ Худякова наблюдение за обществом усилилось.
В последние годы существования Артель издала две вышедшие незадолго до того книги Л. М. Олкотт: «Старосветская девушка» и «Маленькие женщины». «По нашему мнению, — писали переводчицы, — повести этой писательницы могут служить не только для одного приятного препровождения детских досугов, но и способны пробудить в умах юных читателей зародыши самостоятельности, энергии и деятельности». Ещё одним изданием этого периода был роман «Мидльмарч» Джордж Элиот, перевод которого, выполненный Анной Энгельгардт под редакцией Салтыкова-Щедрина, до сих пор считается одним из наиболее удачных. Работа артельщиц внесла существенный вклад в развитие российской литературно-переводческой традиции.

### Книги для женщин-профессионалов

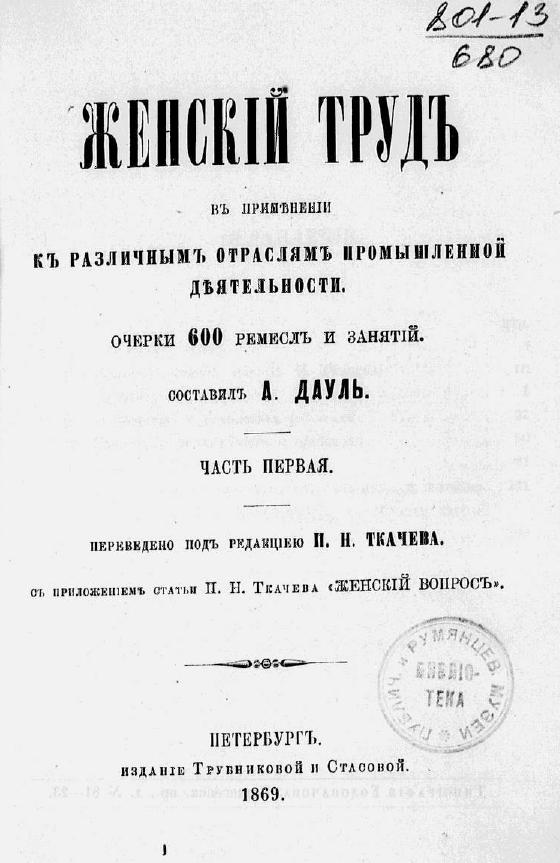

Две книги Артели — «Женский труд» и «Руководство для медицинских сестер» — стали одними из первых научно-популярных трудов в России, адресованных женщинам как профессионалам.
Книга А. Дауля «Женский труд в применении к различным отраслям промышленной деятельности» (1869) содержала информацию о женской занятости, средних зарплатах и женских профсоюзах в Европе, о профессиональной помощи для потерявших работу женщин, а также о случаях нарушения прав работниц.
В предисловии издательницы писали, что, хотя работа Дауля показывает, какую роль играют женщины в сфере труда, и демонстрирует «практическую возможность расширения женских прав», она страдает отсутствием «рационального понимания женского вопроса». Участницы Артели считали, что книга упускает из виду возможные последствия равноправия в сфере труда и как такое равноправие может способствовать «полному и всестороннему разрешению женского вопроса».

Этот недостаток была призвана восполнить вступительная статья «Женский вопрос» Петра Ткачёва, литературного критика и будущего революционного теоретика. В своей статье Ткачёв рассуждал о возможных сферах применения женского труда, приводил исторические примеры женского участия в военных действиях и даже упоминал о возможности для женщин избирать и быть избранными. Будучи марксистом, Ткачёв включил гендер, наряду с классом, в число источников неравенства, и предложил рассматривать возможности женщин на рынке труда с точки зрения прав, а не обязанностей: 
Когда труд был тяжёлою, неизбежною обязанностью, когда труд был символом рабства и унижения, мужчина старался по возможности высвободиться из-под его ига, обременяя им женщину до последней крайности или, во всяком случае, не удаляя её с рынка труда, не воспрещая ей конкурировать с собою. Когда же труд сделался правом, — его не стало хватать для женщины; женщина должна была удалиться с рынка, и от неё отнята была возможность конкурировать с мужчиною.
Исследовательница Мария Братищева отмечает, что Ткачёв фактически сформулировал концепцию интерсекционального притеснения.
Издание, в особенности предисловие Ткачёва, вызвало большую полемику в прессе: Ткачёва обвиняли в дилетантизме и незнании истории и критиковали издательниц за излишнее теоретизирование, утверждая, что книга Дауля была написана как практический справочник и не нуждалась в анализе и критике общественного порядка.
Книга «Уход за больными. Руководство для сестёр милосердия» (1877), написанная Флоренс Лис (соратницей Флоренс Найтингейл), содержала общие рекомендации по сестринскому делу: разъяснения того, какие медицинские манипуляции относятся к компетенции медицинской сестры, инструкции по их выполнению и рекомендации по соблюдению необходимой гигиены.
Сфера медицины была новой для российских женщин: в год публикации «Руководства» на Петербургских медицинских курсах состоялся выпуск первых в стране женщин-врачей. Профессия медсестры также была сравнительно новым явлением: первые сёстры милосердия появились в России только в середине XIX века. «Руководство…» было первой профессиональной литературой для медсестёр в Российской империи.

### Список книг Артели
- «Полное собрание сказок» Х. К. Андерсена (три выпуска, 1863-64 гг[22]., пер. с 5-го немецкого издания 1860 г. Белозерской, Энгельгардт, А. Маркеловой и Шульговской, напечатано в типографии Кулиша);
- «Рассказы о временах Меровингов» Огюстена Тьерри (1864 г., типография О. Бакста);
- «Из природы» Германа Вагнера (1864 г., пер. с нем. Шульговской, Кудинович, Вистелиус, Дзичковской, Энгельгардт и Энвальд под ред. Трубниковой и Бекетовой с иллюстрациями Константиновой[22]);
- «Натуралист на Амазонской реке» Генри Уолтера Бейтса (1865 г., пер. Шульговской, Шульц, Мунт, Бабкиной и П. Стасовой[30], типография А. Головачова);
- «Рассказы о старинных людях» Ивана Худякова (2-й, 3-й и 4-й выпуски, 1865 г., типография О. Бакста);

- «Новые сказки» Х. К. Андерсена (1868, перевод с немецкого А. Маркеловой, Цениной, Ермоловой, Малышевой и Шульговской под ред. Шульговской; гравюры на дереве О. А. Кочетовой и А. А. Гавриловой-Серяковой по иллюстрациям М. П. Клодта, типография Головачова);
- «Почему и потому. Вопросы и ответы по наиболее важным отраслям естественных наук» Отто Уле (1868 г., пер. с нем. Европеус, Шульговской, Энгельгардт и Малышевой под ред. Шульговской), иллюстрированная физическая энциклопедия для детей;
- «Сборник рассказов из путешествий и быта народов», основанных на произведениях Теодора Дилица (1868 г., пер. с нем. А. Маркеловой);
- «Женский труд в применении к различным отраслям промышленной деятельности» А. Дауля (1869 г., пер. с нем. Малышевой, Белозерской, Шульговской и Пушкарёвой под ред. Петра Ткачёва);
- «О сохранении здоровья и развитии умственных сил ребенка в школе» К. Э. Бока (1872 г., пер. с нем. Энгельгардт);
- «Сказки Кота Мурлыки» Н. П. Вагнера (1872 г., типография А. Траншеля);
- «Мидльмарч» («В тихом омуте — буря») Джорж Элиот (1873, пер. с англ. Энгельгардт под редакцией М. Е. Салтыкова-Щедрина, впервые был опубликован в 1871 г. в журнале «Отечественные записки»)[7];
- «Старосветская девушка» Л. М. Олкотт (1875 г., пер. с англ. Бекетовой и Энгельгардт);
- «Маленькие женщины» Л. М. Олкотт (1877 г., пер. с англ. Кларк, А. Маркеловой, Энгельгардт и Трубниковой под ред. Трубниковой);
- «Уход за больными. Руководство для сестёр милосердия» (1877 г., типография М. И. Попова) Флоренс Лис[англ.][8][4][2][7].

## Закрытие Артели
Женская издательская артель просуществовала шестнадцать лет — существенно дольше, чем большинство женских артелей, массово открывшихся в 1860-е гг. после публикации романа Чернышевского «Что делать?». Другие артели быстро прекращали деятельность — как из-за давления государства, так и из-за организационной неопытности учредительниц.
Одной из причин долголетия Женской издательской артели был её юридический статус частного предприятия, благодаря чему государственные репрессии против «идейных» артелей её не коснулись. Определенную стабильность Артели придавали богатство и связи Философовой и Трубниковой, которые могли работать безвозмездно и находить поддержку среди статусных мужчин — учёных и т. д. Кроме того, в отличие от многих других артелей, Артель сочетала идейную деятельность с коммерческой и оставалась рентабельным предприятием.
Однако с конца 1860-х гг. положение Артели усложнилось. В 1869 г. Мария Трубникова из-за серьёзной болезни была вынуждена на два года уехать из страны. Затем, в начале 1872 г., по семейным обстоятельствам на пять лет уехала Стасова. С 1876 г. Трубникова, вместе с четырьмя дочерьми ушедшая от мужа, вынуждена была сама обеспечивать семью, и у неё оставалось мало времени на организационную деятельность в Артели. Издательство начало постепенно выпускать все меньше книг.
Серьёзный удар по обществу нанесло закрытие книжного магазина Черкесова, где находился основной склад Артели. К концу 1870-х были закрыты многие другие «идейные» книжные магазины, бывшие основными кредиторами организации. За последние два года существования Артель не выпустила ни одной книги. В 1879 г. правление общества, вопреки желанию Стасовой, приняло решение о ликвидации Артели.
Артельщицы мечтали о возрождении организации: Трубникова в 1892 г. предлагала Поликсене Стасовой издать сборник биографий в пользу голодающих крестьян. Однако реализовать эти планы так и не удалось.